# Clidemia francavillana
Clidemia francavillana är en tvåhjärtbladig växtart som beskrevs av Célestin Alfred Cogniaux. Clidemia francavillana ingår i släktet Clidemia och familjen Melastomataceae. Inga underarter finns listade i Catalogue of Life.